# Schilbe moebiusii
Schilbe moebiusii là một loài cá thuộc họ Schilbeidae. Nó là loài đặc hữu của Tanzania. Môi trường sống tự nhiên của nó là các con sông.